# جیرو ساکاگامی
جیرو ساکاگامی (انگلیسی: Jirō Sakagami; ۱۶ آوریل ۱۹۳۴ – ۱۰ مارس ۲۰۱۱) بازیگر، صداپیشگی در ژاپن، خواننده، کمدین، و شخصیت‌های تلویزیونی در ژاپن اهل ژاپن بود.
از فیلم‌ها یا برنامه‌های تلویزیونی که وی در آن نقش داشته‌است می‌توان به گوهاتو، مدرسه اشاره کرد.